# Galerida cristata
La cappellaccia (Galerida cristata (Linnaeus, 1758)) è un uccello della famiglia degli Alaudidi.

## Descrizione

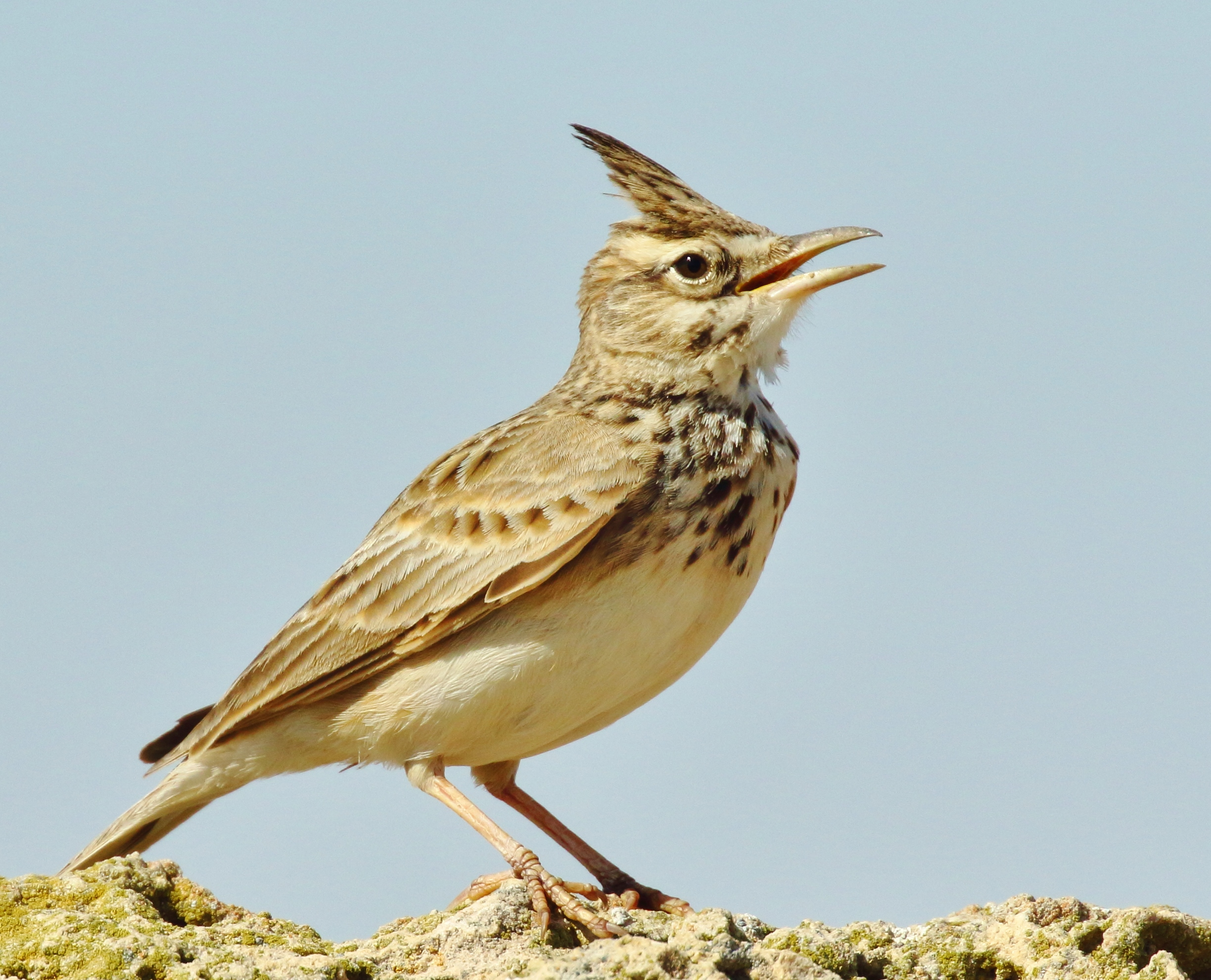
Cappellaccia.

Leggermente più grande dell'allodola comune, si distingue da questa per il piumaggio più grigio e una cresta più grande che resta visibile anche quando è ripiegata. Ha un becco appuntito e con la parte inferiore piatta. La parte inferiore delle ali è rossiccia.
Lunghezza: 17 cm. Apertura alare: da 29 a 34 cm. Peso: da 35 a 45 g.

## Biologia

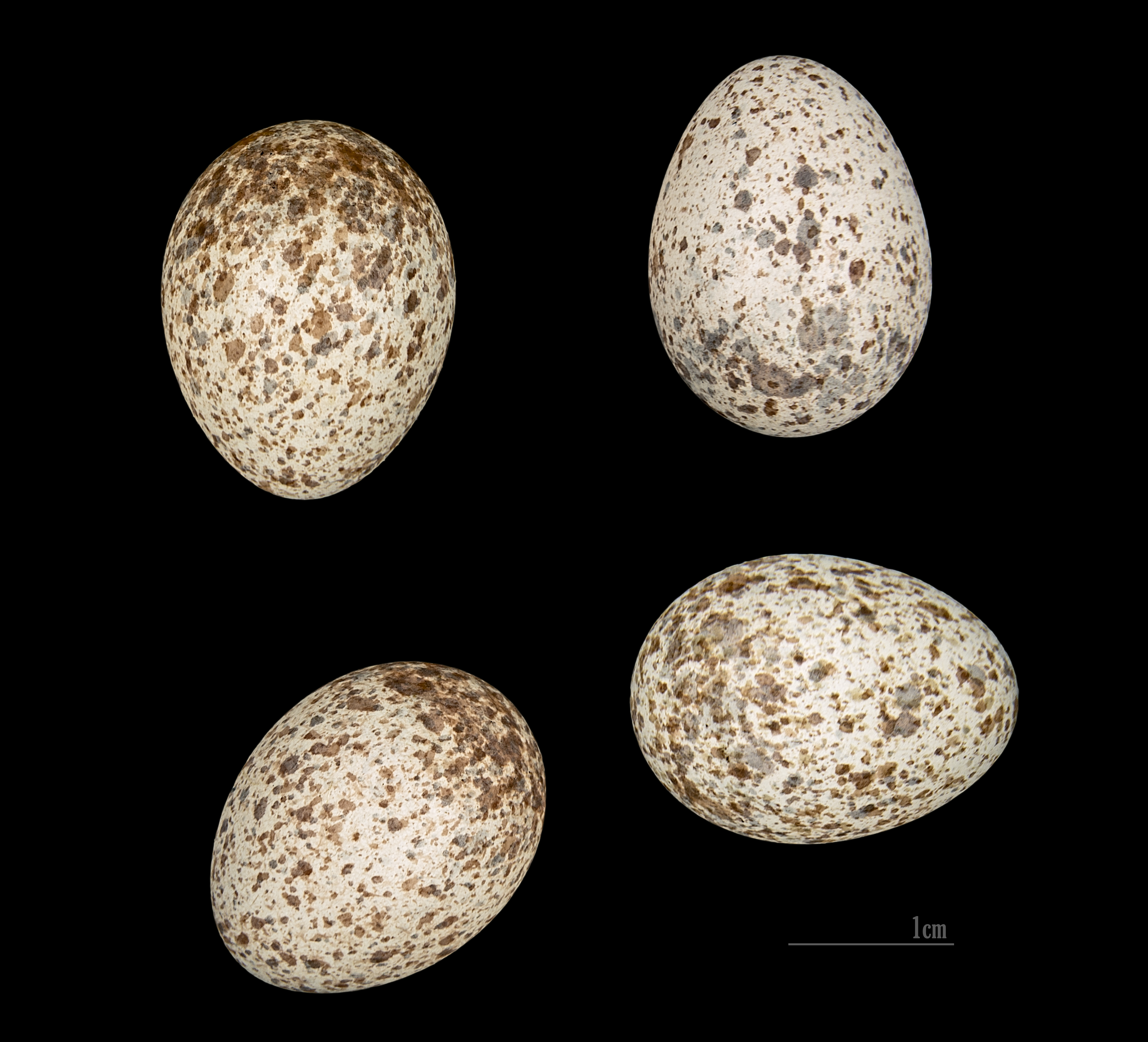
Uova di Galerida cristata

### Voce
Il canto è melodioso ma monotono. Canta sia in volo che a terra con verso ripetitivo di 3 note con toni bassi e alti.

### Alimentazione
Si nutre di semi e insetti, mentre i primi prevalgono nella stagione estiva i secondi permettono alla specie di superare la stagione fredda. 

### Riproduzione
Gregario resta normalmente nella stessa zona per tutto l'anno, nidifica tra aprile e giugno. Costruisce il nido in piena terra con 4 o 6 uova (22x17mm), di colore variabile tra il giallo e il bianco rossiccio, macchiettato di grigio e giallo-marrone. Nidifica due o tre volte all'anno. La cova fatta sia dalla femmina che dal maschio, dura 12 13 giorni. I pulcini sono coperti da una lunga peluria giallo paglia. Dopo 10 giorni abbandonano il nido e dopo 20 giorni volano.

## Distribuzione e habitat
Ha un ampio areale che comprende Europa, Africa e Asia.
È un comune frequentatore degli spazi aperti e coltivati.

## Sistematica
Sono note le seguenti sottospecie:
- G. cristata pallida Brehm, CL, 1858 - diffusa nella penisola iberica
- G. cristata cristata (Linnaeus, 1758) - presente dalla Scandinavia e dalla Francia sino all'Ucraina e all'Ungheria
- G. cristata neumanni Hilgert, 1907 - endemica dell'Italia
- G. cristata apuliae von Jordans, 1935 - endemica dell'Italia meridionale e della Sicilia
- G. cristata meridionalis Brehm, CL, 1841 - diffusa dalla Croazia sino alla Grecia e la Turchia
- G. cristata cypriaca Bianchi, 1907 - diffusa a Rodi, Scarpanto e Cipro
- G. cristata tenuirostris Brehm, CL, 1858 - diffusa dall'Ungheria e la Romania sino alla Russia meridionale e al Kazakistan
- G. cristata caucasica Taczanowski, 1888 - presente nelle Isole dell'Egeo, in Turchia e nel Caucaso
- G. cristata kleinschmidti Erlanger, 1899 - diffusa in Marocco settentrionale
- G. cristata riggenbachi Hartert, 1902 - diffusa in Marocco occidentale
- G. cristata carthaginis Kleinschmidt, O & Hilgert, 1905 - diffusa dal Marocco nord-orientale alla Tunisia settentrionale
- G. cristata arenicola Tristram, 1859 - presente in Algeria, Tunisia meridionale e Libia nord-occidentale
- G. cristata festae Hartert, 1922 - diffusa nelle aree costiere della Libia orientale
- G. cristata brachyura Tristram, 1865 - diffusa dalle aree interne della Libia sino all'Iraq e all'Arabia
- G. cristata helenae Lavauden, 1926 - presente in Algeria meridionale e Libia meridionale
- G. cristata jordansi Niethammer, 1955 - endemica dei monti Aïr, nel Niger
- G. cristata nigricans Brehm, CL, 1855 - endemica del delta del Nilo, nell'Egitto settentrionale
- G. cristata maculata Brehm, CL, 1858 - diffusa nell'Egitto centrale
- G. cristata halfae Nicoll, 1921 - Egitto meridionale e Sudan settentrionale
- G. cristata altirostris Brehm, CL, 1855 - presente in Sudan e Eritrea
- G. cristata somaliensis Reichenow, 1907 - diffusa in Etiopia, Somalia e Kenya
- G. cristata balsaci Dekeyser & Villiers, 1950 - endemica della Mauritania
- G. cristata senegallensis (Statius Müller, 1776) - presente in Mauritania, Senegal, Gambia e Niger
- G. cristata alexanderi Neumann, 1908 - diffusa dalla Nigeria sino al Sudan e alla parte nord-orientale della repubblica Centrafricana
- G. cristata isabellina Bonaparte, 1850 - endemica del Sudan centrale
- G. cristata cinnamomina Hartert, 1904 - presente in Libano e Israele
- G. cristata zion Meinertzhagen, 1920 - diffusa dalla Turchia sino ad Israele
- G. cristata subtaurica (Kollibay, 1912) - presente in Turchia, Turkmenistan e Iran
- G. cristata magna Hume, 1871 - diffusa dal Kazakistan alla Mongolia meridionale e alla cina nord-occidentale
- G. cristata leautungensis (Swinhoe, 1861) - diffusa in Cina settentrionale e orientale
- G. cristata coreensis Taczanowski, 1888 - endemica della Corea
- G. cristata iwanowi Loudon & Zarudny, 1903 - presente dall'Iran sino al Turkmenistan e al Pakistan
- G. cristata lynesi Whistler, 1928 - endemica del Pakistan settentrionale
- G. cristata chendoola (Franklin, 1831) - diffusa dal Pakistan sino all'India e al Nepal